# Grethe Weiser
Grethe Weiser, geboren als Mathilde Ella Dorothea Margarethe Nowka (Hannover, 27 februari 1903 - Bad Tölz, 2 oktober 1970), was een Duitse toneel- en filmactrice.

## Jeugd en opleiding
Grethe Weiser was de dochter van een bouwondernemer en groeide op in Klotzsche en Dresden. Ze bezocht de Höhere Töchterschule en de Friedelsche Privatschule in Blasewitz.
Op 17-jarige leeftijd trouwde ze met de snoepgoedhandelaar en fabrikant Josef Weiser. Ze woonden vervolgens in Dresden. In 1922 werd een zoon geboren. Nadat haar man het cabaret-theater 'Charlott aan de Kurfürstendamm had gepacht, werkte Grethe Weiser daar haar eerste optredens als diseuse af.
Korte tijd later werd het huwelijk ontbonden en in 1934 was ze gescheiden. Als alleenstaande moeder nam ze zang en toneelonderricht en trad op als soubrette en comédienne in talrijke cabarets, revues en operettes. Van 1928 tot 1930 was ze werkzaam bij de Volksbühne in Berlijn, waarna ze dan in verschillende cabarets en ook als chansonnière optrad. Verdere optredens had ze onder andere in het Thalia Theater in Hamburg en bij het Komödienhaus in Dresden.

## Carrière
Grethe Weiser had haar filmdebuut in 1927 in de tijd van de stomme film als niet genoemde bijvertolkster. Vanaf 1932 acteerde ze regelmatig als filmactrice. Ze werd veel gevraagd in belangrijke bijrollen als daadkrachtige kamenierster, zoals in Eskapade (1936). Tegelijkertijd had ze als zangeres succesvolle schlagers met chansons als Der Vamp en Emils Hände. De uiteindelijke doorbraak lukte in 1937 met de film Die göttliche Jette van Erich Waschneck, waarin ze een jonge zangeres speelt, die zich met een gezond zelfbewustzijn en met een Berlijns dialect deed gelden en tot een gevierde ster werd. Daarna speelde ze bijna altijd bijrollen in allerlei soorten films, waarin ze echter het totale repertoire van haar komisch talent kon tonen, waaronder in Die große Liebe (1942, Rolf Hansen), Wir machen Musik (1942, Helmut Käutner), Familie Bucholtz (1944, Carl Froelichs) en Die Frau meiner Träume (1944, Georg Jacoby). Het verzoek om toe te treden tot de staf van de Reichstheaterkammer en daarmee van de NSDAP, weerstond ze met succes.
In de na-oorlogse film vond ze snel aansluiting en speelde in talrijke amusementsfilms, vaak als dominante weduwe, resolute tante of gevreesde schoonmoeder. Ze was te zien in Ferien vom Ich (1952, Hans Deppe) als ontspanningsbehoeftige podiumster Käthe Greiser, Meine Kinder und ich (1955), Lemkes sel. Witwe (1957) en So angelt man keinen Mann (1959). Ze acteerde in meer dan 100 films. Tot haar spaarzame optredens bij de radio hoort de komedie Du kannst mir viel erzählen (1949, Ulrich Erfurth), met Heinz Rühmann en Elfriede Kuzmany.
In 1949 speelde ze onder regie van haar vriendin Ida Ehre in Hamburg voor de eerste keer op het podium haar paraderol van Mary Miller in de komedie Das Kuckucksei. Ze speelde deze rol elk decennium en noemde ze derhalve schertsend Oberammergauer Passionsspiele. Eveneens op het podium had ze succes als Mutter Wolffen in de klassieke schavuitenkomedie Der Biberpels (1953, Gerhart Hauptmann). Ook speelde ze in de Duitse première van het theaterstuk Der Meteor in het Thalia Theater in Hamburg als stervende toiletdame Nomsen haar eerste ernstige karakterrol. In deze rol gebruikte ze ongewoon zachte, ernstige en boze geluiden. Deze reis op het ernstige vlak was een uitzondering in haar lange carrière als populaire actrice. Vrolijke theaterstukken vonden in de late jaren 1960 ook de weg naar de televisie. Het ZDF zond talrijke stukken met Grethe Weiser uit. Een van de populairste stukken was Keine Leiche ohne Lily van de Britse podiumauteur Jack Popplewell.
In 1969 begonnen de voorbereidingen voor een nieuwe editie van Das Kuckucksei, dat deze keer ook door het ZDF werd uitgezonden in september 1970. Hieraan waren de opnamen voor de zesdelige tv-reeks Theatergarderobe volgens de draaiboeken van Horst Pillau voorafgegaan. Daarin speelde ze een resolute garderobière, die als goede geest van de acteurs achter de coulissen werkte en voor alle levenshoedanigheden een toepasselijke raad op de lippen had.

## Privéleven en overlijden
Sinds 1934 was Weiser met de Ufa-productiechef Herman Schwerin samen, maar het huwelijk werd pas gesloten na 24 jaar in maart 1958.
Grethe Weiser overleed op 2 oktober 1970 op 67-jarige leeftijd aan de gevolgen van een verkeersongeluk in Untersteinbach, waarbij ook haar echtgenoot om het leven kwam. Ze werd onder de naam Grethe Weiser-Schwerin naast haar echtgenoot bijgezet op het kerkhof Heerstraße in Berlin-Westend in een eregraf van de stad Berlijn. Vanaf 1934 bewoonde ze in Bernsdorf een zomerhuis.

## Onderscheidingen
1968: Verdienstkreuz des Verdienstordens van de Bondsrepubliek Duitsland

## Filmografie
- 1927: Männer vor der Ehe
- 1930: Kasernenzauber
- 1933: Kind, ich freu mich auf Dein Kommen
- 1933: Gretel zieht das große Los
- 1934: Schützenkönig wird der Felix
- 1934: Einmal eine große Dame sein
- 1935: Frischer Wind aus Kanada
- 1935: Der Mann mit der Pranke
- 1935: Einer zuviel an Bord
- 1935: Lady Windermeres Fächer
- 1935: Anschlag auf Schweda
- 1935: Familie Schimek
- 1936: Martha
- 1936: Der Raub der Sabinerinnen
- 1936: Engel mit kleinen Fehlern
- 1936: Der verkannte Lebemann
- 1936: Eskapade
- 1936: Männer vor der Ehe
- 1936: Hilde und die 4 PS
- 1936: Fräulein Veronika / Alles für Veronika
- 1936: Geheimnis eines alten Hauses
- 1937: Menschen ohne Vaterland
- 1937: Die göttliche Jette
- 1937: Meine Freundin Barbara
- 1937: Mädchen für alles
- 1937: Gabriele eins, zwei, drei
- 1938: Unsere kleine Frau
- 1938: Frauen für Golden Hill
- 1938: Es leuchten die Sterne
- 1939: Liebe streng verboten
- 1939: Ehe in Dosen
- 1939: Irrtum des Herzens
- 1939: Verdacht auf Ursula
- 1939: Hochzeitsreise zu Dritt
- 1939: Marguerite: 3
- 1939: Das Glück wohnt nebenan
- 1939: Die Geliebte
- 1939: Frau am Steuer
- 1939: Mein Mann darf es nicht wissen

- 1939: Rote Mühle
- 1940: Alles Schwindel
- 1940: Polterabend
- 1940: Der rettende Engel
- 1940: Wie konntest Du, Veronika!
- 1940: Links der Isar – rechts der Spree
- 1940: Zwischen Hamburg und Haiti
- 1941: Krach im Vorderhaus
- 1941: Oh, diese Männer
- 1941: Sonntagskinder
- 1941: Leichte Muse
- 1942: Die große Liebe
- 1942: Drei tolle Mädels
- 1942: Alles aus Liebe (première 1950)
- 1942: Wir machen Musik
- 1942: Ein Walzer mit Dir
- 1944: Familie Buchholz
- 1944: Neigungsehe
- 1944: Der Meisterdetektiv
- 1944: Hundstage
- 1944: Die Frau meiner Träume
- 1944: Ich glaube an Dich (première 1950)
- 1945: Das alte Lied
- 1948: Morgen ist alles besser
- 1949: Liebe 47
- 1949: Amico
- 1949: Tromba
- 1949: Nichts als Zufälle
- 1949: Die Freunde meiner Frau
- 1949: Artistenblut
- 1949: 1 x 1 der Ehe
- 1949: Die Reise nach Marrakesch
- 1950: Gabriela
- 1950: Wenn Männer schwindeln
- 1950: Die Nacht ohne Sünde
- 1950: Die Dritte von rechts
- 1951: Hilfe, ich bin unsichtbar
- 1951: Die verschleierte Maja
- 1951: Fanfaren der Liebe

- 1951: Durch Dick und Dünn
- 1951: Johannes und die 13 Schönheitsköniginnen
- 1951: Tanz ins Glück
- 1951: Gangsterpremiere
- 1952: Der Fürst von Pappenheim
- 1952: Der keusche Lebemann
- 1952: Der Obersteiger
- 1952: Ferien vom Ich
- 1952: Du bist die Rose vom Wörthersee
- 1952: Königin der Arena
- 1953: Der Onkel aus Amerika
- 1953: Die Rose von Stambul
- 1953: Hollandmädel
- 1953: Damenwahl
- 1953: Die Kaiserin von China
- 1953: Der Vetter aus Dingsda
- 1953: Hurra – ein Junge!
- 1954: Die tolle Lola
- 1954: Bei Dir war es immer so schön
- 1954: Die Stadt ist voller Geheimnisse
- 1954: Mädchen mit Zukunft
- 1954: Geld aus der Luft
- 1954: Die sieben Kleider der Katrin
- 1954: Viktoria und ihr Husar
- 1954: Keine Angst vor Schwiegermüttern
- 1955: Premiere im Metropol (tv-film)
- 1955: Vatertag
- 1955: Solang' es hübsche Mädchen gibt
- 1955: Der doppelte Ehemann
- 1955: Drei Tage Mittelarrest
- 1955: Mein Leopold / Ein Herz bleibt allein
- 1955: Meine Kinder und ich
- 1956: Ein Herz schlägt für Erika
- 1956: Ein Herz und eine Seele
- 1956: Ich und meine Schwiegersöhne
- 1956: Kirschen in Nachbars Garten
- 1956: Du bist Musik
- 1956: Süß ist die Liebe in Paris
- 1956: Der schräge Otto

- 1957: Die verpfuschte Hochzeitsnacht
- 1957: Tante Wanda aus Uganda
- 1957: Das haut hin
- 1957: Lemkes sel. Witwe
- 1957: Einmal eine große Dame sein
- 1957: Liebe, Jazz und Übermut
- 1957: Casino de Paris
- 1957: Der Kaiser und das Wäschermädel
- 1957: Die Beine von Dolores
- 1958: Zauber der Montur
- 1958: Scala – total verrückt
- 1959: Der Haustyrann
- 1959: So angelt man keinen Mann
- 1960: Freddy und die Melodie der Nacht
- 1960: Die junge Sünderin
- 1960: Wir wollen niemals auseinandergehn
- 1961: Ach Egon!
- 1961: Freddy und der Millionär
- 1962: Wenn die Musik spielt am Wörthersee
- 1962: Lieder klingen am Lago Maggiore
- 1963: Ferien vom Ich
- 1964: Liebesgrüße aus Tirol
- 1964: Im Tingeltangel tut sich was (tv-film - ZDF, 6. März 1964)
- 1965: Die Chefin (tv-film)
- 1965: Jenny und der Herr im Frack (tv-film)
- 1966: Brille und Bombe: Bei uns liegen Sie richtig!
- 1967: Keine Leiche ohne Lily (tv-film)
- 1968: Auftritt in der Rudi Carrell Show (tv-show)
- 1969: Die Lokomotive (tv-film)
- 1969: Berlin-Geflüster (tv-show; uitgezonden 1970)
- 1970: Löwe gesucht (tv-film)
- 1970: Die lieben Kinder (tv-film)
- 1970: Das Kuckucksei (tv-film)
- 1970: So schön wie heut' (tv-show)
- 1970: Theatergarderobe (tv-serie; uitgezonden 1971)
- 1975: Herz mit Schnauze (tv-dokumentatie over Grethe Weiser)
- 1983: Geliebte Grethe (tv-dokumentatie over Grethe Weiser)

## Discografie
- Chiribiri, tekst en muziek: Ralph Benatzky: Lied der Barsängerin uit het muzikale lustspel Das kleine Café, 1935, Grete Weiser met orkest, dirigent: Willi Lachner, Parlophon Nr. B 97 188-II
- Eine Weiße mit 'nem Himbeerschuß, muziek: Ralph Benatzky, tekst: Ch. K. Roellinghoff, uit het muzikale lustspel Das kleine Café, 1935, Victor de Kowa in dialoog met Grethe Weiser, begeleiding: orkest van het Duitse Künstlertheater, Berlijn, dirigent: Willi Lachner, Odeon Nr. O-25318 b
- Uns gefällt diese Welt, muziek: Harald Böhmelt, tekst: Aldo von Pinelli, uit de film Raub der Sabinerinnen, 1936, (regie: Robert Adolf Stemmle), dansorkest met zang: Grethe Weiser, Odeon Nr. Prv. 352
- Die Hauptsache ist... chanson uit het lustspel Besuch am Abend, muziek en tekst: Willi Kollo, Grethe Weiser met het Admiralspalast-orkest, dirigent: Werner Albrecht, Grammophon Nr. 47275 b + chanson uit het lustspel Besuch am Abend, muziek en tekst: Willi Kollo, Sag mir schnell gutnacht, orkest van het theater in het Admiralspalast onder Werner Albrecht 1938

- Bibliothèque nationale de France: cb14704496v (data)
- Gemeinsame Normdatei: 118630385
- International Standard Name Identifier: 0000 0000 8389 3430
- Library of Congress Control Number: no2008055515
- MusicBrainz: 05e44e11-0662-4491-91e4-8e30dc36cbb1
- Nationale Bibliotheek van Israël: 987007332641605171
- Nederlandse Thesaurus van Auteursnamen: 073233188
- Virtual International Authority File: 64800558
- WorldCat: E39PBJw4H7fFT78FK9CHmm8XBP